# فرانسیس کاستن
فرانسیس کاستن (فرانسوی: Francis Castaing‎؛ زادهٔ ۲۲ آوریل ۱۹۵۹) دوچرخه‌سوار اهل فرانسه است.